# Plésiochrone
Plésiochrone, qui vient du grec ancien πλησιος (plesios), « proche de », et Χρόνος (chronos), « le temps », signifie « presque synchrone ».
En télécommunications, c'est un terme utilisé pour définir des systèmes communiquant à l'aide de signaux d'horloge ayant une même fréquence nominale mais avec une certaine tolérance spécifiée, de sorte que leur phase relative peut varier. 
Si la phase de l'émetteur prend de l'avance par rapport à celle du récepteur, il sera nécessaire de détruire un échantillon du signal transmis; dans le cas inverse il sera nécessaire de dupliquer un échantillon. Des méthodes plus sophistiquées à base d'interpolation peuvent également être utilisées.